# Ермоленко, Валерий Александрович
Вале́рий Алекса́ндрович Ермо́ленко (31 октября 1940, село Семиозёрное, Кустанайская область — 22 сентября 2015, Минск) — советский писатель, учёный в области наук о Земле, доктор географических наук (1994), профессор (1998) Белорусского государственного университета, действительный член Географического общества СССР (1976), член Союза журналистов Белоруссии (1998); член Союза писателей Белоруссии (2006); академик Петровской Академии наук и искусств Архивная копия от 31 марта 2022 на Wayback Machine (1996).

## Биография
В 1957 году с серебряной медалью окончил среднюю школу № 2 Вилейки, в 1962 — маркшейдерский факультет Ленинградского горного института по специальности «маркшейдерское дело» с получением диплома «горный инженер-маркшейдер». С 1962 года работал мастером участка № 3 Строительного управления № 8 строящегося горно-обогатительного комбината (Кингисепп), в 1963—1965 — старшим маркшейдером горного цеха комбината «Фосфорит». В 1965 году окончил заочное отделение «Экономика и организация горной промышленности» Ленинградского горного института с получением специальности «горный инженер-экономист», в 1968 — очную аспирантуру того же института.
В 1969—1977 годы работал в Институте геологических наук Министерства геологии СССР (с сентября 1969 — Белорусский филиал Всесоюзного научно-исследовательского института геологии): инженер-конструктор, с 1970 — старший инженер отдела экономики, с апреля 1974 — старший научный сотрудник, с июня 1974 — заведующий сектором технико-экономических исследований. В 1974—1977 годы работал в Белорусском филиале ВНИИ галургии.
С 1977 года — в Белорусском государственном университете: старший научный сотрудник ОНИЛ АСУ Государственной химической промышленности (1977), доцент кафедры экономики промышленности (1977—1979), инженер, старший научный сотрудник отдела экономики и управления производством НИЧ кафедры экономики строительства / экономики и организации машиностроительного производства (1980—1985).
В 1999 году вышел на пенсию.
Действительный член Географического общества СССР (с ноября 1976).

### Семья
Жена (с 1963) — Галина Михайловна (в девичестве Рачкова);
- сын Александр (р. 5.10.1963 г.).

## Научная деятельность
В 1973 году защитил кандидатскую, в 1994 — докторскую диссертацию. Старший научный сотрудник по специальности «Охрана окружающей среды и рациональное использование природных ресурсов» (1985), профессор (1998).
Основные направления исследований:
- инженерная геология,
- экономика минерально-сырьевых ресурсов,
- экология,
- история географии и геологии.

В серии изданных в 1972-1979 гг. научных трудов дал экономическую оценку всех видов полезных ископаемых Беларуси: калийных солей и фосфоритов, каменного угля и горючих сланцев, металлов, разработал программу рационального использования природных ресурсов и охраны окружающей среды для ПО «Беларускалий» и «Экологическую Программу горно-химических производств для предприятий СССР до 2010 года».
В 1978—1979 годы на кафедре «Экономика строительства» Белорусского политехнического института руководил научно-исследовательской работой «Технико-экономическое обоснование народохозяйственного использования отходов калийного производства» по заказу ПО «Белорусский калий».
В 1998—1999 годы впервые создал специализированное издание для белорусской средней школы «Географы и падарожнікi Беларусi: Альбом-атлас». Каждый лист альбома-атласа представляет собою композицию, включающую портрет и краткую биографию известного путешественника, уроженца Белоруссии, карту-схему его путешествий и пейзажные зарисовки.
Автор более 400 научных работ, в т.ч. 5 монографий; около 30 статей опубликовано за рубежом, а также ряда научно-популярных статей и книг.

### Избранные труды
- Богомолов Г. В., В. А. Ермоленко. Фосфориты Белоруссии. Экономико-экологические аспекты промышленного освоения. — Минск: Наука и техника, 1981.
- Бордон В. Е., Ермоленко В. С. Металлические полезные ископаемые Белоруссии. Геолого-экономическая оценка и перспективы промышленного освоения. — Минск: Наука и техника, 1980.
- Ермоленко В. А. Агроруды: синтез проблем природопользования = Аграруды: сінтэз праблем прыродакарыстання: Adroores: synthesis of nature problems / Белорус. нац. ком. по прогр. ЮНЕСКО «Человек и биосфера», Белорус. гос. ун-т. — Минск: Навука i тэхніка, 1994. — 189+3 с. — 500 экз. — ISBN 5-343-01050-X
- Ермоленко В. А., Бордон В. Е. Белорусские агроруды: Геология, экономика, экология. — Минск: Iн-т геалогii, геахімii i геафізiкi, 1993. — 183 с. — 310 экз.

Ермоленко В.А., Бордон В.Е. Металлические полезные ископаемые Белоруссии  (геолого-экономическая оценка  и  перспективы промышленного освоения). — Минск: Наука и Техника, 1979.  — 10,3 печ.л.
Ермоленко В.А., Богомолов Г.В. Фосфориты Белоруссии (экономико-экологические аспекты   промышленного освоения). — Минск: Наука и Техника, 1981.  — 10,3 печ.л.
Ермоленко В.А. Ресурсосберегающая технология и экономический механизм природопользования. — Минск: БелНИИНТИ, 1981. — 4,7 печ.л.
Ермоленко В.А. АГРОРУДЫ: Синтез проблем природопользования. — Минск:Наука и техника , 1994. — 10,0 печ.л.

Геоэкология—наука о Земле. — Минск: изд‑во БГУ, 1994. — 2,0 печ.л.
- Богомолов Г. В., Ермоленко В. А., Клементьев В. П., Малахов А. С., Корчагин В. И. Оптимизация технологии горных работ на калийных рудниках с учетом охраны окружающей среды // Всемирный горный конгресс, 11-й : Матер. — Белград, 1982. — С. 18.
- Богомолов Г. В., Ермоленко В. А., Урьев И. И. Эволюция процесса фосфоритообразования в пределах запада Русской плиты // XII Всесоюз. литологич. совещание: Сб. науч. матер. — Новосибирск, 1981.
- Ермоленко В. А. К вопросу образования фосфоритоносного горизонта Прибалтики // Матер. / Науч. конф. молодых геологов Белоруссии, 3-я. — Минск: Наука и техника, 1969.
- Ермоленко В. А. Корреляционный анализ основных показателей залежи Кингисеппского месторождения фосфоритов // Горный журнал. — 1969. — № 10.
- Ермоленко В. А. Об оптимальной густоте точек отбора проб на Кингисеппском месторождении фосфоритов // Промышленность горно-химического сырья и природных солей. — 1969. — № 3.
- Ермоленко В. А. Оценка плотности разведывательной сети на Кингисеппском месторождении // Горный журнал. — 1969. — № 8.
- Ермоленко В. А. Планирование добычи руды заданного состава при условии минимального объема перевозок. — Записки Ленинградского гос. ун-та, 1968. — Т. 18, вып. 3.
- Ермоленко В. А. Экономические проблемы народохозяйственного использования вторичных материальных сырьевых ресурсов на калийных рудниках // Пути использования и утилизации промышленных отходов и вторичного сырья: Науч. матер. Респ. конф. — Ч. 4. — [Минск: БелНИИНТИ], 1980.
- Ермоленко В. А., Норкин И. М., Евтух В. В. Выбор оптимального расстояния между точками измерения при маркшейдерских замерах // Цемент. — 1969. — № 12.
- Ермоленко В. А., Норкин И. М., Загураев В. Т. Об изменчивости качественных показателей Кингисеппского месторождения фосфоритов // Промышленность горно-химического сырья и природных солей. — 1968. — № 3.
- Ермоленко В. А., Рыжевич И. И., Карлович. Использование галитовых отходов калийных производств для обеспечения безопасности дорожного движения в зимний период // Пути повышения безопасности дорожного движения: Сб. науч. ст. — Ташкент, 1981.
- Ермоленко В. А., Рыжевич И. И., Пастернацкий В. А. Использование галитовых отходов для борьбы с гололедом // Автомобильные дороги. — 1980. — № 12.
- Кудельский А. В., Ермоленко В. А. На земле и под землей. — Промышленность Белоруссии, 1980. — № 5.
- Томашевич А. В., Грушецкий В. М., Ермоленко В. А. Экономика твердых полезных ископаемых // Твердые полезные ископаемые. — Минск: Наука и техника, 1970.
- Томашевич А. В., Ермоленко В. А., Горький Ю. И. Бурые угли Белоруссии // Промышленность Белоруссии. — 1971. — № 11.

- Ярмоленка В. А. Беларускія крыніцы : Рецензия на книгу А. В. Кудельского «Рассказы о воде» // Родная прырода. — 1982. — № 1.

- Ермоленко В. А. Асы — белорусы : очерки. — Минск: Мастацкая літаратура, 2014. — 406+2 с. — 2000 экз. — ISBN 978-985-02-1577-2.
- Ермоленко В. А. Белорусы и Русский Север. — Минск: Беларусь, 2009. — 389+2 с. — (Земляки). — 2000 экз. — ISBN 978-985-01-0837-1.
- Ермоленко В. А. Белорусы — открыватели Севера [Дмитрий Павлуцкий. Александр Дунин-Горкавич. Андрей и Борис Вилькицкие]. — Минск: Беларуская энцыклапедыя iмя Петруся Броукi, 2016. — 56 с. — (История для школьников). — 1500 экз.
- Ермоленко В. А. Открыватели мира. Уроженцы Беларуси в географических открытиях [Бенедикт Дыбовский. Николай Пржевальский. Иван Черский]. — Минск: Беларуская энцыклапедыя iмя Петруся Броукi, 2015. — 72 с. — (История для школьников). — 1500 экз.
- Ермоленко В. А. Первопроходцы дальних берегов: [Жизнь, деятельность и путешествия белорусов]. — Минск: Беларуская энцыклапедыя iмя Петруся Броукi, 2016. — (История для школьников). — 1500 экз.
- Ярмоленка В. А. Пры здабыче вугля… // Родная прырода. — 1981. — № 4.
- Ермоленко В. А. Николай Судзиловский. Удивительная судьба белоруса [Жизнь, деятельность и путешествия]. — Минск: Беларуская энцыклапедыя iмя Петруся Броукi, 2016. — 32 с. — (История для школьников). — 1500 экз.
- Ярмоленко В. А., Черепица В. Н. 400 имен: Жизнеописания видных деятелей истории и культуры Гродненщины (С древнейших времен до начала XX века). — Гродно: Гродненская тип., 2014. — 464 с. — 500 экз.
- Ярмоленка В. А., Ярмоленка А. В., Вятохіна Л.I., Чарнейка А. М. Географы и падарожнікi Беларусi: Альбом-атлас (бел.) / Рэд.: Г.I. Сергіенка. — Мінск: Беларуская навука, 1999. — 1000 экз.

## Увлечения
Путешествия
Осуществил в 1992 путешествие в Кению (Африка) с восхождением на вулкан Килиманджаро.
Организовал и возглавил дальние студенческие общегеографические экспедиции в Крым и на озеро Байкал в Восточной Сибири от Белорусского государственного университета.
В Крыму изучал проблемы образования куэст и классического карста с путешествиями в природные карстовые пещеры. В Восточной Сибири изучал проблемы горообразования и вулканизма Байкальской рифтовой зоны, экологические проблемы охраны озера Байкал.
Осуществил восхождение на вулкан Эльбрус в Кавказской горной системе.
Библиофил и коллекционер
Тщательно формировал личную библиотеку, отдавая предпочтение классической мировой прозе и поэзии, изданиям по истории мирового искусства: живопись, графика, театр, музыка и архитектура. Отдельно собирал литературу по горному делу, экономике горной промышленности, экологии, геологии и географии. Позднее формировал собрание по истории горных наук, геологии, географии, путешествиях и приключениях известных ученых, а также коллекцию географических атласов различного содержания.
Имел небольшое собрание станковой живописи, русского прикладного искусства, тщательно сформированную коллекцию горных пород и минералов, инструментов горного и маркшейдерского дела.